# Dezoksiribozim
Dezoksiribozimi (DNK enzimi, katalitička DNK, ili DNKzimi) su DNK molekuli koji imaju sposobnost izvođenja hemijskih reakcija, putem katalitičkog dejstva. U kontrastu sa RNK ribozimima, koji imaju raznovrsne katalitičke sposobnosti, DNK u prirodi jedino posreduje gensku replikaciju. Razlog za to je da 2'-hidroksilna grupa šećera nije prisutna u DNK. Time je umanjuje hemijska reaktivnost molekula, kao i sposobnost DNK da formira kompleksne tercijarne strukture. DNK se skoro uvek javlja u konformaciji dvostrukog heliksa, koja je nepodesna za katalitičko dejstvo. U poređenju sa proteinima formiranim od 20 različitih monomera, RNK i DNK imaju znato ograničeniji set monomera, te i ograničenije mogućnosti za konstrukciju katalitičkih mesta. Iz tih razloga DNKzimi postoje samo u laboratoriji.

## Otkriće
Prvi dezoksiribozim je otkrio 1994. jejlski profesor Ronald R. Brejker dok je bio na postdoktorskim studijama u laboratoriji profesora Deralda Džojsa u Skripsovom istraživačkom institutu u La Džoli, Kaliformija. Taj dezoksiribozim pomaže u operacijama RNK presecanja. Katalitička amplifikacija je veća od 100-puta u odnosu na nekatalizovanu reakciju. Mnogi drugi dezoksiribozimi su od tada razvijeni. Oni katališu DNK fosforilaciju, DNK adenilaciju, DNK deglikozilaciju, porfirinsku metilaciju, fotoreverziju timinskog dimer i DNK presecanje. Od posebnog interesa su DNK ligaze. Ti molekuli imaju izuzetnu hemoselektivnost u reakcijama RNK grananja. Mada svaka ponavljajuća jedinica RNK lanca poseduje slobodnu hidroksilnu grupu, DNK ligaza uzima samo jednu od njih kao početnu tačku grananja. To se ne može ostvariti metodima tradicionalne organske hemije. DNKzimi su našli praktičnu primenu u metalnim biosenzorima.
Na primer, DNK molekul 5'-GGAGAACGCGAGGCAAGGCTGGGAGAAATGTGGATCACGATT-3' deluje kao dezoksiribozim koji koristi svetlo za popravku timinskog dimer uz pomoć serotonina kao kofaktora.

## Spoljašnje veze
- Deoxyribozyme на 